# 雙冬
雙冬，是臺灣南投縣草屯鎮的一個傳統地域名稱，位於該鎮東部。相較於今日行政區，其範圍大致包括雙冬里、平林里、土城里東部。

## 歷史
台灣清治末期至日治初期，雙冬地區為一街庄，稱為「雙冬庄」，隸屬於北投堡。該庄西北與萬斗六庄為鄰，北與墘溪灣庄為鄰，東北與龜仔頭庄為鄰，東與柑仔林庄為鄰，南邊為龍眼林庄，西邊為坪頂庄、南埔庄、北勢湳庄。
1901年（日治明治三十四年）11月，全台廢縣廳改設二十廳，該庄隸屬於南投廳。1903年（明治三十六年）6月，該庄編入「土城區」，隸屬於南投廳。1909年（明治四十二年）10月，合併二十廳為十二廳，土城區仍隸屬於南投廳。1920年（大正九年），全台地方制度大改正，廢十二廳改設五州二廳，該庄改制為「南埔」大字，隸屬於臺中州南投郡草屯庄。1938年（昭和十三年），草屯庄升格為草屯街。
戰後草屯街改制為草屯鎮，隸屬於臺中縣，大字亦改制為里。1950年10月，中、彰、投分治，草屯鎮改隸屬南投縣。

## 聚落
本地區發展較早的聚落有坪林、雙冬、土地公埔、九芎林、東埔、初坑口等，在日治期初期的官方地圖上已有記載。此外，本地區尚有下雙冬、雙龍巷、馬鄰坑、馬鄰坑頭、雙龍、雙冬巷、菜瓜崙、烏土窟、食水坑、食水巷、金瓜寮坑、鹹土坑、樹藤岩、山茶鍋、山茶巷、外梗寮、內梗寮、樟湖、豐崙巷、崁腳、北勢坑、舊廍、下平林、新廍、中城子、十股、石灼仔、國姓埔、石灼巷、肉豆寮等聚落。

## 交通
國道6號又稱「水沙連高速公路」，是霧峰至埔里的橫貫高速公路，大致以西北—東南走向由雙冬地區西部邊界北側入境後，繞大灣沿烏溪北岸轉西南—東北走向，再繞大彎轉西北西—東南東走向並跨溪至南岸，再繞大彎轉南向北並跨溪再度回到北岸，再繞大彎轉西南—東北走向並於本地區東北部邊界跨溪出境。境內未設交流道，西側最近的是與省道台14線以連絡道在南埔聚落相連的東草屯交流道，東側最近的是本地區東北部邊界外緣並以連絡道與省道台14線在龜子頭福壽聚落北側相連的國姓交流道。由此等向西北可前往丁臺南部並止於國道3號霧峰系統交流道，向東北轉東可前往國姓、埔里並止於省道台14線路口。
省道台14線（平峰路、中正路）是彰化至南投廬山的幹道，大致以西北—東南走向由本地區西部邊界中央入境後，繞大彎轉西北—東北走向跨越烏溪並經過國道6號高架橋下後，繞大彎轉西北西—東南東走向，再繞大彎轉西南西—東北東走向，再繞大彎轉西北西—東南東走向並經過國道6號高架橋下及跨越烏溪後，轉西南西—東北東走向沿南岸蜿蜒而行，其後轉西南微南—東北微北走向蜿蜒而行以至出境。由該道路向西北
繞大彎轉西南西可前往草屯市區、芬園、彰化中庄子並止於省道台1線路口，向東北微北繞經國道6號高架橋下及國姓交流道連絡道路口後可前往國姓、埔里、仁愛（霧社）、廬山等地。
鄉道投12線（中正路）是土城至下雙冬的道路，其東側端點位於本地區中部雙冬聚落西郊的省道台14線路口。由此向西南轉西北西蜿蜒而行，出境後立即轉北並止於南埔最東端的省道台14線另一路口。該道路為省道台14線舊線。
鄉道投19線（健行路）是露營區至下平林的道路，其北側端點位於本地區西北部中城子聚落西北郊九九峰生態藝術園區（原九九峰露營區）大門前。由此向南南西直行，經鄉道投19-1線起點路口及終點路口後，繞大彎轉西北再轉南南西再轉西南西並止於省道台14線路口。
鄉道投19-1線（健行路65巷、平學路）是清華亭至長風亭的道路，其北側端點位於本地區西北部中城子聚落西南郊的鄉道投19線路口。由此向西北而行，至舊廍聚落平學路路口轉南再繞大彎轉東南直行，其後止於鄉道投19線另一路口。

## 學校
- 雙冬國小
- 平林國小